# Glan-Münchweiler
Glan-Münchweiler est une municipalité de l'arrondissement de Kusel, en Rhénanie-Palatinat, dans l'ouest de l'Allemagne. Située sur les rives de la rivière Glan, elle se trouve à 8 km au sud-est de Kusel et 25 km à l'ouest de Kaiserslautern.
Glan-Münchweiler est le siège de la Verbandsgemeinde (Collectivité territoriale) Glan-Münchweiler.